# Eriosema manikense
Eriosema manikense är en ärtväxtart som beskrevs av De Wild. Eriosema manikense ingår i släktet Eriosema och familjen ärtväxter. Inga underarter finns listade i Catalogue of Life.